# Віла-Верде (парафія)
Віла-Верде (порт. Vila Verde; МФА: [ˈvi.ɫɐ ˈveɾ.dɨ]) — парафія в Португалії, у муніципалітеті Віла-Верде. Розташована в північно-західній частині країни, на теренах історичної португальської провінції Дору-Міню. Входить до складу округу Брага. За адміністративним поділом, чинним до 1976 року, терени парафії були складовою провінції Міню. Належить до Бразької архідіоцезії Католицької церкви. Патрон — святий Пелагій. Площа — 3,1122 км². Населення — 4647 ос. (2011). Середньо урбанізований регіон. Густота населення — 1493,16 осіб/км²
. Код — 031357.

## Населення
| Кількість мешканців | Кількість мешканців | Кількість мешканців | Кількість мешканців | Кількість мешканців | Кількість мешканців | Кількість мешканців | Кількість мешканців | Кількість мешканців | Кількість мешканців | Кількість мешканців | Кількість мешканців | Кількість мешканців | Кількість мешканців | Кількість мешканців |
| ------------------- | ------------------- | ------------------- | ------------------- | ------------------- | ------------------- | ------------------- | ------------------- | ------------------- | ------------------- | ------------------- | ------------------- | ------------------- | ------------------- | ------------------- |
| 1864                | 1878                | 1890                | 1900                | 1911                | 1920                | 1930                | 1940                | 1950                | 1960                | 1970                | 1981                | 1991                | 2001                | 2011                |
| 989                 | 1 013               | 1 031               | 1 320               | 1 416               | 1 232               | 1 557               | 1 605               | 1 789               | 1 725               | 1 914               | 2 237               | 2 608               | 3 813               | 4 647               |